# Escuela Joaquín V. González
La escuela 14 D.E. 8° "Joaquín V. González" es un tradicional establecimiento educativo público que depende del Gobierno de la Ciudad de Buenos Aires. Fue inaugurada oficialmente el 29 de octubre de 1929, con la presencia de figuras como Rosario Vera Peñaloza, Leopoldo Lugones, y Ricardo Levene.
Ubicada en el barrio de Caballito, es considerada patrimonio histórico de la Ciudad de Buenos Aires, debido a su estilo Art-Decó y a sus elementos decorativos diaguito-calchaquíes.

## Historia
El colegio Joaquín V González es una escuela pública que abrió las puertas el 24 de febrero de 1929, con 673 alumnas ya que inicialmente era una escuela de mujeres. Fue construida en un terreno donado por el Banco El Hogar Argentino, situado en la esquina que forma la avenida Pedro Goyena con las calles Centenera y Cachimayo. Se formaron 20 grados para los turnos mañana y tarde. Su primera directora fue Celestina V. Benedetti. El 25 de mayo de ese mismo año se crea la asociación cooperadora la cual dona una bandera. En la escuela todavía no había 7° grado entonces, los estudiantes de 5°grado (grado previo al último grado) le hacían una fiesta a 6° debido a su egreso. El 29 de octubre de ese año se realiza la inauguración oficial. Asisten a la misma el presidente del consejo nacional de educación Dr. Ramón Carcano, Leopoldo Lugones, Rosario Vera Peñaloza, y Ricardo Levene. Además de ellos, muchos más hablaron muy formalmente incluyendo a la familia de Joaquín v González y directores de otras escuelas. 

En el año 1934, hubo una gran cantidad de inasistencias durante los meses de agosto, septiembre y octubre debido a una epidemia de sarampión, convulsa y parotiditis. El 20 de julio de 1935, la escuela recibió una colección de 26 cuadros de retratos de próceres, escenas históricas y paisajes argentinos que todavía cuelgan en los pasillos de la institución. Al año siguiente, se entrega un cuadro de Joaquín V González a base de pinturas de óleo que permanece en la dirección de la escuela. Después de la despedida que realizó 5° a 6° en 1939, las clases comenzaron tarde en 1940 debido a las reformas, pero, en ese mismo año, se implementa educación física solo para 4° 5° y 6°. 

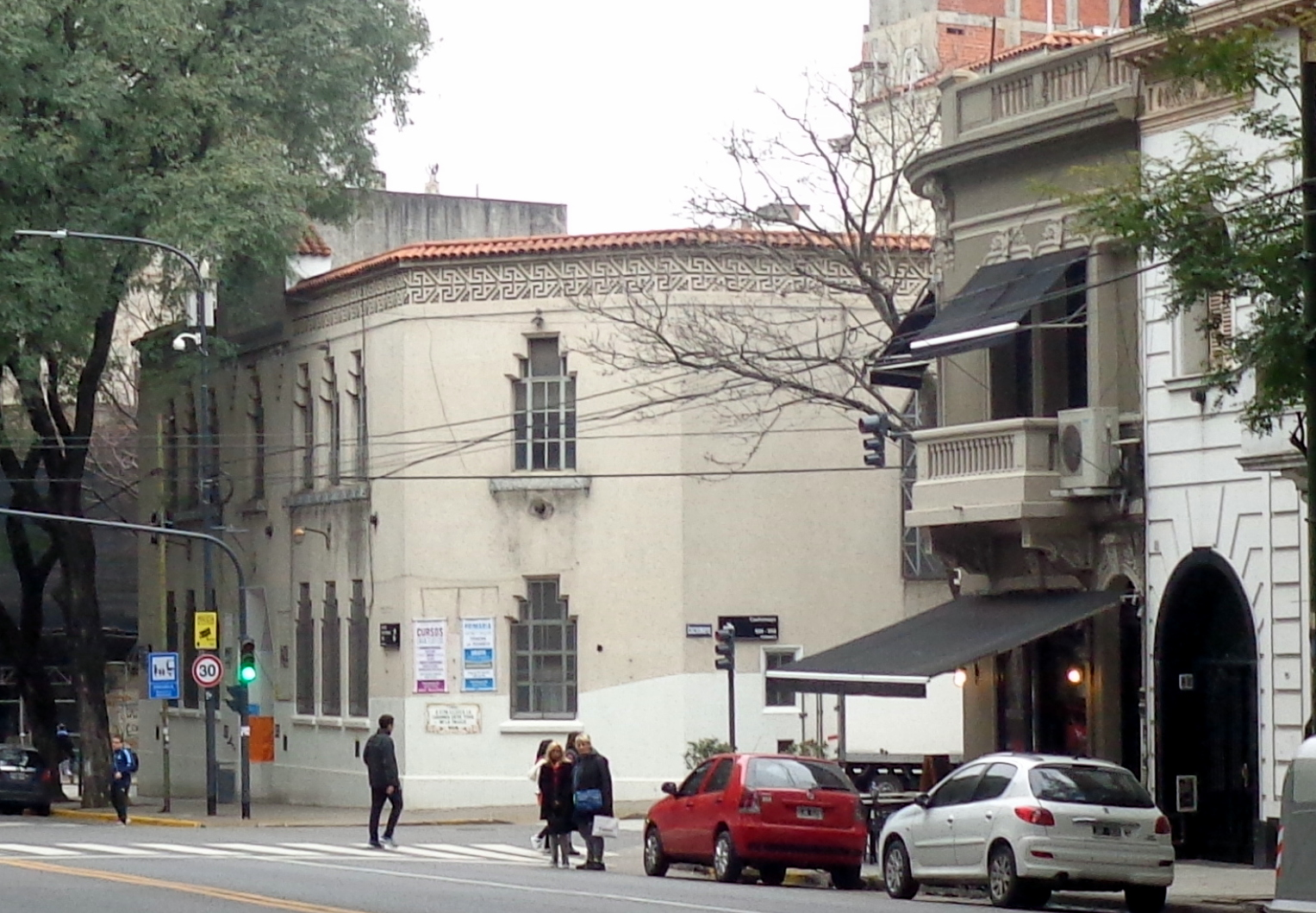

En 1948, en el mes de enero, se renovaron los pisos de madera en todas aulas y también se realizaron reparaciones en las paredes, se ponen rejillas en el patio ya que gracias a esto se evita el agua en los días lluviosos. El 24 de octubre de ese mismo año, se hizo un acto el cual trataba sobre el primer mástil de la escuela donado por la cooperadora. La escuela fue elegida para hacer el acto oficial del ciclo lectivo el año 1949. El 8 de abril se hizo el juramento a la constitución nacional y en 1950 se inauguró el altar a San Martin. Este se estrenó debido a la muerte del general José De San Martín el 16 de agosto. En el mismo año, se establece una estatua de Perón por su presidencia por ayudar cooperativamente a la escuela pública. Años más tarde, en 1955, se le otorgan medallas de oro al personal docente y de plata, a las restantes. Luego de este suceso, se intercambia la estatua de Perón por la de una virgen por presión de las autoridades y de las familias.
Tres años después de ese acontecimiento, en mayo, se realizan restauraciones en los distritos escolares por lo tanto, la escuela pasa a estar en el distrito 8°.
En el año 1961, en julio de ese año se  jubila la profesora Emma Ricotti directora de establecimiento  desde el año 1947. En el año 1964 se crearon dos secciones de jardín de infantes (una en cada turno) y un laboratorio con elementos de estudios para ciencias.
El 2 de abril entra a la escuela la directora interina Beatriz Moroni de Gonzales. En septiembre,fue reemplazada por la directora Renata Mascarotti. En este mismo año se inaugura el busto de San Martín, donado por los trabajadores y los obreros del taller ¨José Bonifacio¨ de la secretaría de transportes. El 3 de octubre de 1967  se hizo cargo de la dirección de la escuela como suplente la Luisa V. De Dalvarade quedando a cargo de la escuela después del fallecimiento de Massarotti. El 1°de octubre de 1978  pasa a depender la escuela de la secretaria de educación y cultura de la municipalidad de la Ciudad de Buenos Aires
 

En 1991 se crea el cargo de Maestra Bibliotecaria. Al año siguiente se reacomodó la biblioteca en el segundo piso junto a ella la mapoteca y la videoteca. En 1995 comienza también a contra turno el taller de periodismo y de radio. El primero da origen al periódico escolar “idea 14” y el segundo de una audición en una radio barrial.

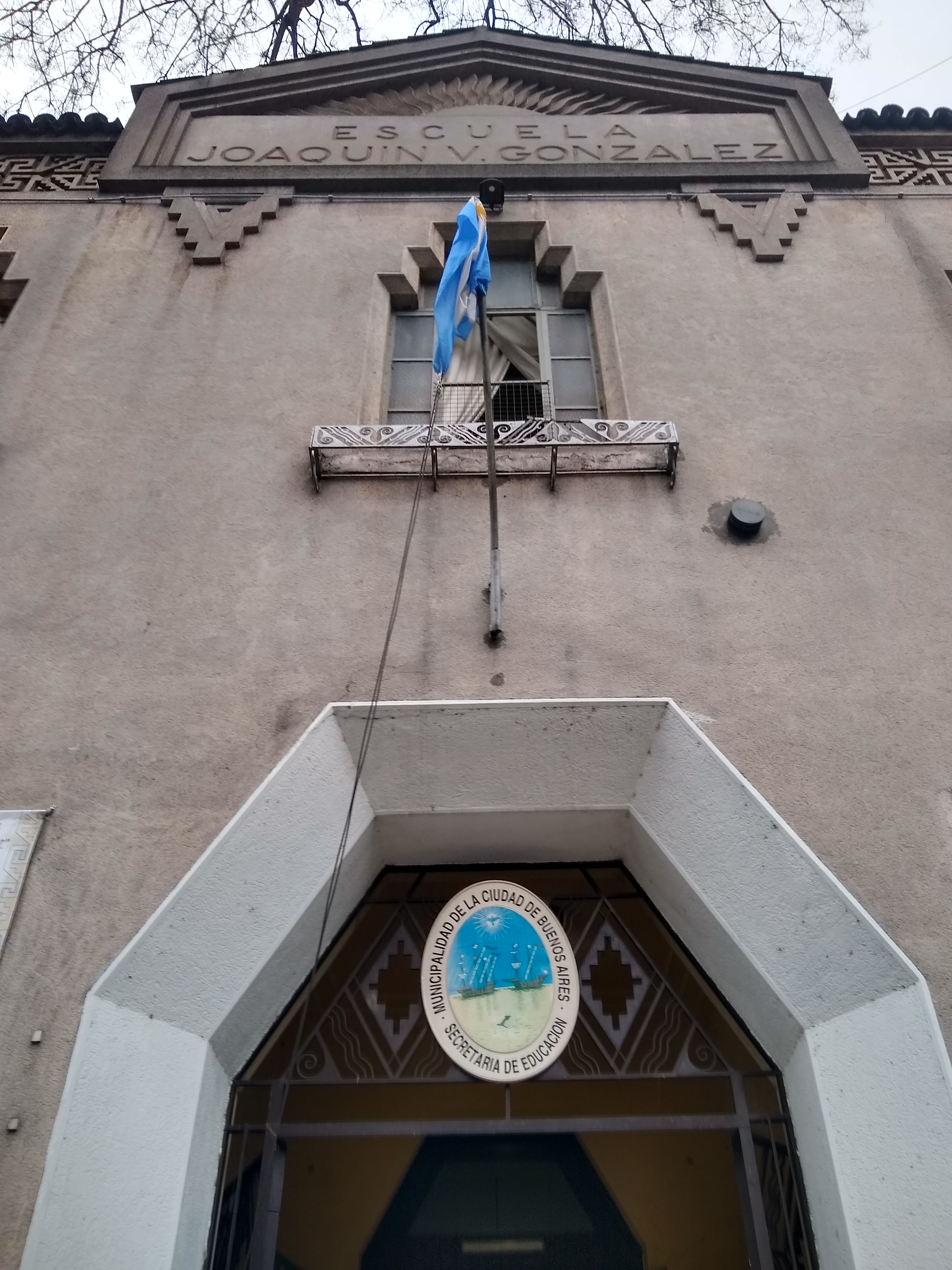
Fachada de la escuela

Actualmente la escuela celebra todos los años su "fiesta del patrono" el 29 de octubre en honor a Joaquín V. Gonzalez. A este evento suelen asistir integrantes de la comunidad educativa, así como autoridades escolares y barriales.

### Arquitectura
La escuela Joaquín V. Gonzalez fue diseñada por el arquitecto Alberto Gelly Cantilo con el estilo Art-Decó, usando los vestigios de la cultura  diaguito - calchaquí. Al proyectar el edificio se propuso imprimirle carácter genuinamente nacional, utilizando elementos decorativos autóctonos de estas civilizaciones. Con ello se rendía también homenaje a la memoria del patrono de la escuela, Joaquín V. Gonzalez. Según el arquitecto, la combinación del colorido de sus mosaicos frisos y las líneas ornamentales de sus faroles, mamparas y piletas, dan armonía y distinción al conjunto. A su vez, el cálido colorido típico de la alfarería de la región andina, le da al edificio también alegría para que los niños concurran a ella considerándola como la prolongación del hogar paterno.

## Ubicación
La Escuela Joaquin V. Gonzalez se ubica hacia el centro geográfico de la ciudad de Buenos Aires, en la avenida Pedro Goyena 984 (entre la calle Del Barco Centenera y Cachimayo), en el Barrio Porteño de Caballito.